# La Voleuse (film, 1966)
Pour les articles homonymes, voir La Voleuse.
Pour plus de détails, voir Fiche technique et Distribution.
La Voleuse (Schornstein Nr. 4) est un film franco-allemand réalisé par Jean Chapot et sorti en 1966.

## Synopsis
Julia avoue à son époux Werner avoir eu un enfant à dix-neuf ans et l'avoir abandonné aux soins des Kostrowicz, couple stérile. Six ans plus tard, elle se met en tête de nouer des liens avec le petit garçon, pour la plus grande douleur de son père nourricier. L'histoire se passe à Berlin et à Essen et Oberhausen dans la Ruhr en Rhénanie-du-Nord-Westphalie.

## Fiche technique
- Titre : La Voleuse  (Schornstein Nr. 4[1])
- Réalisation : Jean Chapot, assisté de Peter Fleischmann
- Scénario : Jean Chapot
- Dialogues : Marguerite Duras
- Production : Claude Jaeger, Hans Oppenheimer
- Musique : Antoine Duhamel
- Photographie : Jean Penzer
- Montage : Ginette Boudet
- Pays de production :  France /  Allemagne de l'Ouest
- Format : Noir et blanc - 2,35:1 - Mono
- Genre :  Drame
- Durée : 88 minutes
- Dates de sortie : 
  - France : 18 novembre 1966

## Distribution
- Romy Schneider : Julia Kreuz
- Michel Piccoli : Werner Kreuz
- Hans Christian Blech : Radek Kostrowicz
- Sonia Schwarz : Madame Kostrowicz
- Mario Huth : le petit Carlo